# NGC 6964
NGC 6964 is een elliptisch sterrenstelsel in het sterrenbeeld Waterman. Het hemelobject werd op 12 augustus 1785 ontdekt door de Duits-Britse astronoom William Herschel.

## Synoniemen
- UGC 11629
- MCG 0-53-5
- ZWG 374.17
- KCPG 548B
- PGC 65379